# 魏浣初墓
魏浣初墓位于中国江苏省苏州常熟市虞山西北麓、虞山林场白云工区白云印刷厂南侧，南距204国道约20米，为明代官员、文学家魏浣初的墓葬。墓坐南朝北，由墓道、拜台、罗城和墓堆组成，封土底径约3米，高约1米，后有高1.9米的青石墓碑，其上字迹已部分模糊。